# Рея (мифология)
Ре́я (др.-греч. Ῥέα, эпич. Ῥείη) — титанида в древнегреческой мифологии, мать олимпийских богов. Дочь Урана и Геи. Супруга и сестра титана Кроноса, мать богини домашнего очага Гестии, богини полей и плодородия Деметры, богини семей и родов Геры, бога подземного царства Аида, бога морей Посейдона, бога грома и молнии Зевса. По орфикам, дочь Протогона. В римском пантеоне ей соответствует Опа и Кибела (лат. Magna Mater).
Кронос пожирал всех своих детей, опасаясь рождения более сильного, чем он, наследника, но Рее удалось спасти самого младшего — Зевса. По совету Геи и Урана она родила Зевса в области Ликтос, спрятала на горе Дикте; либо родила его тайно в пещере на острове Крит, на горе Дикта; либо, когда была беременна, прибыла на гору Тавмасион в Аркадии, охраняемая гигантами (там была пещера Реи), а Зевса родила на горе Ликее, где есть и место Кретея, послед же бросила в реку Лимакс.
Кроносу она подсунула запелёнутый камень, который тот и проглотил. В другом варианте мифа Рея спасла Посейдона, спрятав его среди пасущихся овец, а Кронос проглотил жеребёнка.
В некоторых источниках, Рею во время поисков места для рождения Зевса, сопровождали куреты. Согласно легенде, куреты подняли невообразимый шум, дабы заглушить им крики новорождённого бога и тем самым спасти его от неминуемой гибели во чреве своего отца. В полном вооружении они охраняли Зевса-младенца на Крите, ударяя копьями о щиты.
Д. О. Торшилов также отмечает, что Рея почиталась как богиня земли, её эпитет — Пандора.
В Кносской земле показывали фундамент жилища Реи. От её блужданий названа гора Алесион (Блуждания) у Мантинеи.
В период поздней античности Рея отождествлялась с фригийской Великой матерью богов и получила имя Реи-Кибелы, культ которой отличался оргиастическим характером. Во Фригии Рея исцелила Диониса. Там он постиг таинства и получил от Реи столу.
В честь Реи назван астероид (577) Рея, открытый в 1905 году, а также спутник Сатурна Рея, открытый в 1672 году.

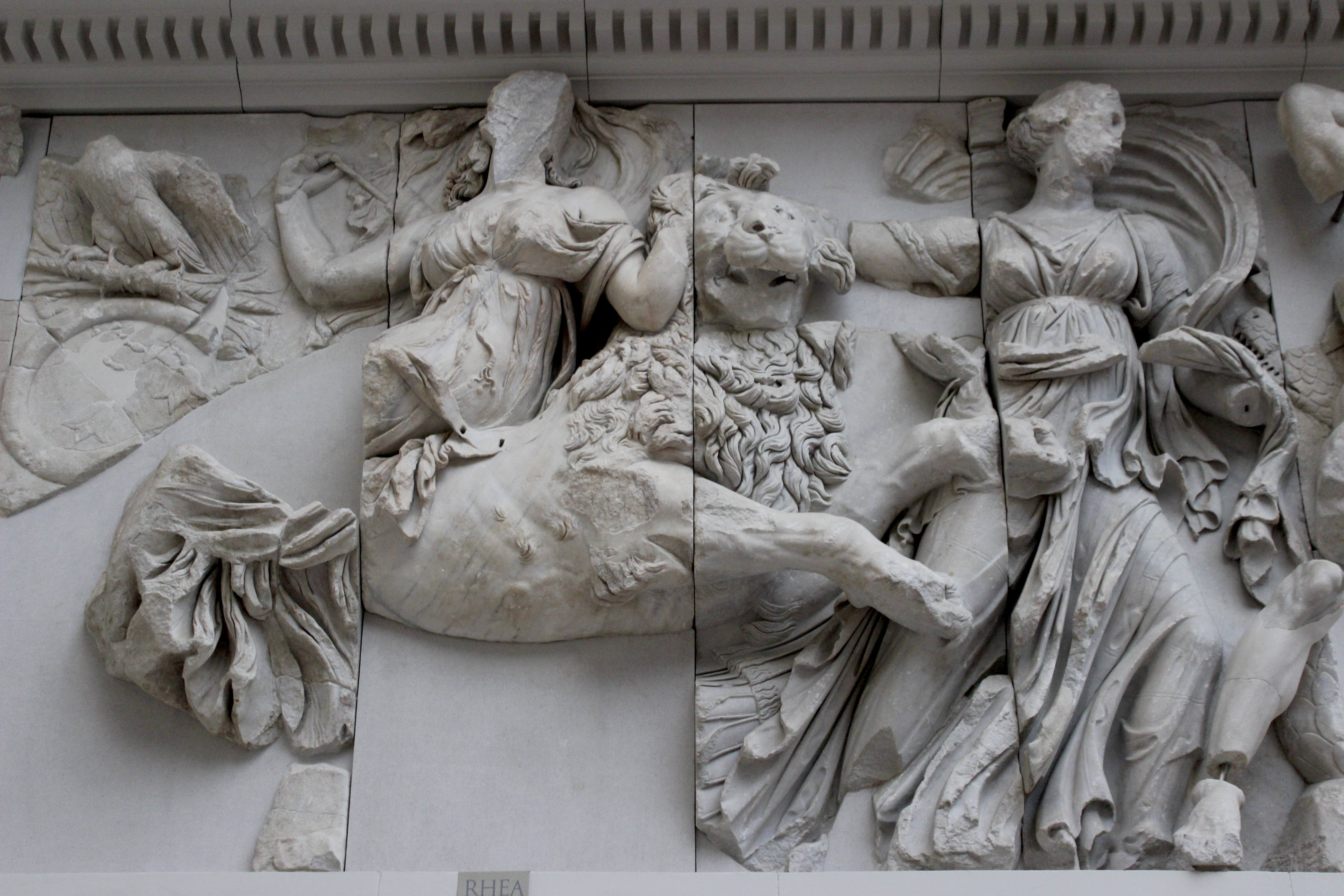
Рея